# Agriocnemis dissimilis
Agriocnemis dissimilis är en trollsländeart som beskrevs av D'andrea och Carfî 1997. Agriocnemis dissimilis ingår i släktet Agriocnemis och familjen dammflicksländor. Inga underarter finns listade i Catalogue of Life.